# Сражение у реки Басантар
Сражение у реки Басантар (Сражение за выступ Шакаргарх, 5 — 16 декабря 1971 года) — крупнейшее танковое сражение третьей индо-пакистанской войны.

## Предыстория
3 декабря 1971 года ВВС Пакистана начали массированные атаки на индийские авиабазы. Это послужило началом для третьей войны между Индией и Пакистаном.

## Ход операции
В ночь с 4 на 5 декабря Индия начала наращивать силы на границе для наступления на выступ Шакаргарх. На северном фланге от Шакаргарха по направлению к пакистанской деревне Барапинд расположенной на берегу реки Басантар отводилась 16-я бронетанковая бригада (танки «Центурион»). На южном фланге по направлению к Найнакоту (Кот Найна) отводилась 2-я бронетанковая бригада (танки Т-55). Пакистанцы в этом районе имели 6-ю бронетанковую дивизию (танки Type-59) и 8-ю танковую бригаду (13-й, 27-й и 31-й полки из танков M47/48 и 15-й полк самоходок).
Непосредственно сражение началось в 20.00 5 декабря, когда 54-я, 39-я и 36-я пехотные дивизии Индии под прикрытием танков пересекли границу Пакистана.
Ночью с 7 на 8 декабря границу пересёк 14-й танковый полк 2-й бригады и начал движение в сторону Найнакота.
В ночь с 10 на 11 декабря на северном секторе наступления индийцы захватили комплекс Дехлра-Чакра, было уничтожено и захвачено 6 «Паттонов».
С 10 по 11 декабря индийские танки Т-55 14-го полка захватили Султанпур и окружили Найнакот, позволив пехоте его захватить. Две пакистанских танковых контратаки были отбиты, индийские Т-55 уничтожили 9 пакистанских танков M47/48, без потерь со своей стороны.
В 20.00 15 декабря на северном фланге индийцы форсировали реку Басантар и сапёры начали разминирование минного поля на берегу. Утром 16 декабря для ликвидации плацдарма две пакистанских роты «B» и «C» в составе 28 танков M48 13-го полка пошли на индийцев в решающий бой всей операции. Сапёры оказались под тяжёлым огнём танков и артиллерии и запросили помощь, но помочь им мог всего лишь один взвод из 3 танков 17-го полка 16-й бригады. В последующем жестоком встречном танковом бою все три индийских танка были утеряны - первый получил попадание и был оставлен экипажем, второй сломался и так же был брошен, третий загорелся после трёх попаданий но экипаж не покинул танк, первая пакистанская рота отступила с потерями, во второй осталось всего 5 танков. Командующий индийцами приказал последнему экипажу покинуть танк и приготовился объявить о провале всей операции. Однако командир последнего индийского танка Арун Хетарпаль отказался выполнять приказ командующего и на горящей машине пошёл в атаку на пакистанские танки. Арун Хетарпаль успел добить пакистанские танки прежде чем сам погиб от полученных ранений, плацдарм был спасён.
За весь день 16 декабря пакистанцы потеряли 46 — 48 «Паттонов». Рано утром пакистанцы вновь провели контратаку силами 31-го танкового полка, индийский пехотный батальон при поддержке роты танков «Центурион» отбил атаку, уничтожив до 30 «Паттонов». Перед самым перемирием пакистанцы совершили последнюю попытку выбить индийцев с плацдарма. В 5.30 35-й батальон пакистанских пограничников пошёл в атаку, из за ошибок командования пехота не получила поддержки бронетехники 27-го полка и артиллерии. Как указывали пакистанские историки пограничники на открытой и освещенной местности пешком шли в самоубийственную атаку на индийские «Центурионы». Около 80 убитых пограничников вместе с командиром усеяли местность перед индийскими танками. Было объявлено окончание войны.
Сколько всего потеряли пакистанцы за 10 дней боёв у Шакаргарха точно неизвестно, по отрывочным сведениям от 80 до более чем 90 танков, в основном M48 (13-й пакистанский танковый полк был практически полностью уничтожен, 31-й танковый полк был разгромлен), индийские потери составили 23 подбитых танка. Непосредственно город Шакаргарх был взят в полукольцо, с севера 16-й бронетанковой бригадой и с востока 2-й бронетанковой бригадой.